# 90 millas (película)
90 millas es una película  española  dirigida por Francisco Rodríguez
 en 2005, y protagonizada por Enrique Molina, Daisy Granados, Claudia Rojas, Alexis Valdés, Jorge Herrera, Sergio Lucas y Emilio Aragón Bermúdez.
Alexis Valdés y Emilio Aragón actúan en registros dramáticos, alejados de sus papeles cómicos habituales. 
La película, de presupuesto reducido, se rodó en España, fundamentalmente en el sur de la isla de Tenerife.

## Sinopsis
Noventa millas es la distancia que separa la costa de Cuba de la de Estados Unidos. Una familia cubana decide abandonar la isla de forma ilegal en una pequeña embarcación de fabricación casera sin saber que padecerá una trágica odisea en el estrecho de Florida.

## Premios
La actriz Claudia Rojas ganó el premio a la mejor interpretación femenina en el Festival de Islantilla (2005) por su papel en esta película.